# Kipling (merk)

Beeldmerk van Kipling

Kipling is een Belgisch bedrijf dat in 1987 in Antwerpen werd opgericht. Het bedrijf werd in 2004 overgenomen door het Amerikaanse VF Corporation. Kipling is een internationaal merk en is vooral bekend van de hand- en boekentassen. Er werken wereldwijd ongeveer 220 mensen voor het merk. Het hoofdkantoor bevindt zich in Berchem (Antwerpen).